# 上田朱音
上田 朱音（うえだ あかね、3月25日 - ）は日本の女性声優。京都府京都市出身。『こえでおしごと! The ANIMATION』では方言指導を担当（関西弁）。
主にアダルトゲームに声をあてている。

## 人物
中学生の時にアニメをよく見ていて、声優に憧れを持つ。短大卒業後に保育士となったが、子ども達が保育園で生き生きとアニメの話をする姿を見て声優を志し、保育士をしながら養成所へ1年ほど通った後に上京した。
趣味は地図を見ること・サイクリング。好きなものはフルーツ（特に桃・いちご・グレープフルーツ）・ラーメン・リボンモチーフ・マンガ・地図・アイスクリーム。好きな色は赤とピンク。
朝樹りさと「萌え萌え2次ラジオ☆デラックス」のアシスタント「見習いTai」として活動していたが、イベントで「Tempaly」として改名し、活動の場を広げている。
また藤森ゆき奈と声優ユニット「しゅな」を結成している。
2016年12月31日をもってロックンバナナを退所し、フリーとなる。

## 出演作品

### ゲーム

#### PC

##### 2008年
- キスよりさきに恋よりはやく（鶴ヶ島 有海）
- ぱいタッチ!（泉澄 音霧 レト）
- 闘神都市III 担当キャラ非公表

##### 2009年
- トキノ戦華（杏）
- ばにしゅ!（エミィ）
- 萌え萌え2次大戦（略）☆ウルトラデラックス（ハイネ）[2]
- 聖剣のフェアリース（千鶴母、シメオン他）
- Trample on “Schatten!!” 〜かげふみのうた〜（恩田 芹果）
- おつむてんてん 〜お兄ちゃんと3人娘のまったりエッチな日常〜（園田 なつみ）
- Primary 〜Magical★Trouble★Scramble〜（マリアフィア＝シフォネーゼ）
- メカミミ（須藤冬音）[2]
- あい☆きゃん（ホーリー）
- ANGEL NAVIGATE（笹弥菜々）
- Distance（海老津栞子）
- すくぅ〜る・らぶっ!3〜未来へのアレグレット〜（桂木 綾）
- クロガネの翼〜THE ALCHEMIST'S STORY〜（鎹 千秋）

##### 2010年
- 恋刀乱麻〜わたしが、アナタを、守るからっ!!!〜（城咲 風花）
- どすこい!女雪相撲 胸がドキドキ初場所体験（まゆリン乃山）
- Cross Days（花山院恭美）[2]
- ココロの住処（有定かえで）
- 主に交われば朱くなる（御神橙音）
- はぴ☆さま!〜宮乃森村へようこそ!〜（楠木 つみれ）
- 三極姫〜乱世、天下三分の計〜（甘寧興覇）[2]
- よついろ☆パッショナート!（和泉 響花）[2]
- よう∽ガク〜妖学園の未来は会長次第!?〜（ミーシャ・オーウェン)[2]
- ゴスデリ -GOTHIC DELUSION-（魔魅日木実）[2]
- プリンセス☆ストライク!（セーラ・パトロエル・クアトラント）[2]
- しゃーまんず・さんくちゅあり（神奈山 七海）[2]

##### 2011年
- BLOODY†RONDO（リネット・ヴァンス）[2]
- 闇夜に踊れ-Witch wishes to commit the Night-（城月 ハクア）[2]
- 蒼穹のソレイユ 〜FULLMETAL EYES〜（オデット・ディズ・オルトリンデ）[2]
- とらぶる@すぱいらる!（桜庭 八重歌）[2]
- 雀極姫（織田信長）
- See You Lover -修羅恋-（如月 御影）[2]
- D-EVE in you（生方 由芽）[2]
- あかときっ!!-花と舞わせよ恋の衣装-（益田 彩子）[6]
- 戦極姫3〜天下を切り裂く光と影〜（伊達政宗、織田信行）[2]
- 妹恋〜しすこい〜（笹山 優衣）[2]
- Princess Evangile 〜プリンセス エヴァンジール〜（野木 民恵）[7]
- 夢みる月のルナルティア（妖精）
- ぽちとご主人様（雛緑 千羽）[2]
- LEGEND SEVEN 〜白雪姫と7人の英雄〜（西九条 那岐）[8]
- 彼女は高天に祈らない-quantum girlfriend-（菅原 道真） [9]
- かすたむアイドロイドAi (TYPE-A)

##### 2012年
- ツクモノツキ（北条 茜）[10]
- -atled-everlasting song（中野 栄）[11]
- 俺の彼女のウラオモテ（都宮 なづき）[12]
- 恋めくりクローバー（湊 詩織）[13]
- 英雄*戦姫（マゼラン）[14]
- リア充催眠（巣鴨 のぞみ）
- Trample on Schatten!! 〜かげふみのうた〜 REVOLUTION+（恩田 芹果）[15]
- Strawberry Feels 〜ストロベリー・フィールズ〜（ソフィア）[16]
- Princess Evangile 〜W Happiness〜（野木 民恵）[17]
- むりやり!?オトメDAYS（桐原 夏夜）[18]
- 紅蓮華 -ぐれんか-（三田 春名）[19]
- 死神のテスタメント〜menuet of epistula〜（堤 佐知子）
- 古色迷宮輪舞曲 〜HISTOIRE DE DESTIN〜（相羽 和奏）[20]
- カラフル☆きゅあー（一ノ瀬 花夏）[21]
- 追奏のオーグメント（陣 紗月）[22]
- 三極姫2〜天地大乱・乱世に煌く新たな覇龍〜（馬謖幼常[23]）
- さくら、咲きました。（春野 つばめ）[24]
- あえて無視するキミとの未来 〜Relay broadcast〜（橘 南）[25]
- 戦極姫4〜争覇百計、花守る誓い〜（伊達政宗[26]、真田幸村[27]）

##### 2013年
- ラヴレッシブ（竹澄 真桜）[28]
- 星彩のレゾナンス（保科 恵）[29]
- 運命予報をお知らせします（梅枝 夕紀）[30]
- 僕が天使になった理由（久賀 桃）[31]
- 魔導巧殻 〜闇の月女神は導国で詠う〜（コロナ・フリジーニ）[32]
- ChuSingura46+1 -忠臣蔵46+1-（浅野 内匠頭)[33]
- せんすいぶ!（アリーシェ・藤葉）[34]
- 恋もHもお勉強も、おまかせ!お姉ちゃん部（源川 真優香）[35]
- 妹ぱらだいす!2 〜お兄ちゃんと5人の妹のも〜っと! エッチしまくりな毎日〜（七瀬 千春）[36]
- ノスフェラトゥのオモチャ☆彡（舞谷 パセリ）[37]
- 三極姫3〜天下新生〜（馬謖[38]、孟獲[39]）
- つよきすNEXT（大伴 千代）[40]

##### 2014年
- バカ燃えハートに愛をこめて!（高井 香奈恵）[41]
- おとなり恋戦争!（佐々木 京子）[42]
- 英雄*戦姫GOLD（マゼラン）[43]
- D.C.III P.P. 〜ダ・カーポIII プラチナパートナー〜（正義の魔法使い[44]）
- はるかかなた（泉渚[45]）
- ジンコウガクエン2（賢）[46]
- 恋DOKi（名津井 涼香）[47]
- ハーヴェストオーバーレイ（珠姫 ゆうか）[48]
- Re;Lord〜ヘルフォルトの魔女とぬいぐるみ〜（エーリカ・アンデルス）[49]
- 花嫁と魔王 〜王室のハーレムは下克上〜（獅堂 ニア）[50]
- 彼女が俺にくれたもの。 俺が彼女にあげるもの。 〜KISS My Darling：めちゃ婚 case3〜（小縞 音々子）[51]
- あの晴れわたる空より高く（曙 みのり）[52]
- ストリップバトルデイズ（花山院 恭美）[53]
- 螢火ノ少女（九十九 鶫）[54]
- ユニオリズム・カルテット（蕨 珠緒）[55]

##### 2015年
- 学園舞闘のフォークロア（明星 千恵美）[56]
- 1/7の魔法使い（東雲 優希）[57]
- 戦極姫6〜天下覚醒、新月の煌き〜（織田 信行、柳生 宗厳）[58]
- 美少女万華鏡 -神が造りたもうた少女たち-（亜璃子）[59]
- D.C.II Dearest Marriage 〜ダ・カーポII〜 ディアレストマリッジ（桜内 桜姫）[60]
- 妄想コンプリート!（朱樹 要）[61]
- Re;Lord 第二章 〜ケルンの魔女と黒猫〜（エーリカ・アンデルス）[62]
- トラベリングスターズ（ジルコニア＝シルヴァトーレ）[63]
- 僕と恋するポンコツアクマ。（有瀬川 アルル）[64]
- 君と恋する学園喫茶（八月朔日 茉莉）[65]
- フォーリンラブ×4tune（天衣 千聡）[66]
- 僕はキミだけを見つめる（渚橋 唯）[67]
- 乱れ雪月華 〜儚く散る細雪〜（名夜竹 満月）[68]
- つよきすFESTIVAL（大伴 千代）[69]

##### 2016年
- 戦御村正 -剣の凱歌-（ランスロット カニンガム、ハーニャン ピンイン、チャオプラヤ タイクーン）[70]
- あけいろ怪奇譚（久住 美里）[71]
- オモカゲ 〜えっちなハプニング!? なんでもどんとこい!〜（鈴 雛実）[72]
- まいてつ（宝生 稀咲）[73]
- 乙女が彩る恋のエッセンス（一ノ瀬 舞織）[74]
- この恋、青春により。（泉 千春）[75]
- D.S. -Dal Segno-（めです）[76]
- 僕と恋するポンコツアクマ。すっごいえっち！（有瀬川 アルル）[77]
- 聖鍵遣いの命題（リネット・リーア）[78]
- オトメ*ドメイン（貴船 柚子）[79]
- ヤキモチ彼女の一途な恋（一ノ瀬 伊織）[80]
- アリスティア・リメイン（桐生 狛）[81]
- 1分の2恋ゴコロ（山瀬 小雪）[82]
- ユウワク スクランブル（星見 美空）[83]
- 乱れ雪月華 〜月夜の淫舞、狂気の契り〜（名夜竹 満月）[84]

##### 2017年
- D.C.III DreamDays 〜ダ・カーポIII〜 ドリームデイズ（桜内 桜姫）
- 幕末尽忠報国烈士伝 -MIBURO-（佐々木　只三郎）[85]
- 面影レイルバック（吉岡　樹里）[86]
- Re;Lord 第三章～グローセンの魔王と最後の魔女～（エーリカ・アンデルス）

##### 2020年
- まいてつ Last Run!!（宝生 稀咲）[87]
- ドーナドーナ いっしょにわるいことをしよう（メディコ）[88]

##### 2025年
- 猫忍えくすはーとSPIN!2（雑賀 彩羽）

#### アーケード
- アクエリアンエイジ オルタナティブ（一色 真純、ミリアム・レムリヤース・シリウス）[2]

#### オンライン
- 凍京NECRO＜トウキョウ・ネクロ＞ SUICIDE MISSION (小鳥遊 小夜)
- UNITIA 神託の使徒×終焉の女神（リコリット）
- 戦乱プリンセス（南殿、まつ、千姫、内藤昌豊、芳春院、天樹院、浦島太郎、堀直寄、座敷童子）

#### コンシューマ
- お掃除戦隊くりーんきーぱーH（下っ端1号（佐久間春香））
- 三極姫〜三国乱世・覇天の采配〜（甘寧 興覇[89]、馬謖 幼常[90]）
- 出撃!! 乙女たちの戦場2〜天翔ける衝撃の絆〜（マリナ[91]、グラトニー）
- 戦極姫〜戦乱に舞う乙女達〜（織田信長、円城寺胤）[2]
- 萌え萌え2次大戦（略）2[chu〜♪]（ハイネ、エーリヒ）[2]
- もっと NUGA-CEL!（レナ）[2]
- 萌え萌え大戦争☆げんだいばーんシリーズ
  - 萌え萌え大戦争☆げんだいばーん（飛鳥、ハイドラ）
  - 萌え萌え大戦争☆げんだいばーん+（飛鳥）
  - 萌え萌え大戦争☆げんだいばーん 3D（飛鳥、ハイドラ[92]）
  - 萌え萌え大戦争☆げんだいばーん++（飛鳥、ハイドラ）

### OVA
- いっしょにエッチ（まろん）
- こえでおしごと! The ANIMATION（PC少女）
- ピスはめ!（道里まどか）
- たゆたゆ（天音翠鳥）
- 姦染 Ball Buster The Animation（チア部女子）[93]

### パチンコ・パチスロ
- パチスロ・真田純勇士すぺしゃる（穴山小介）

### インターネットラジオ・テレビ
- 萌え萌え2次ラジオ☆デラックス（システムソフト・アルファー、ロックンバナナ：2008年5月8日 - 2008年12月25日）
- ラジ+コン~Radio+Comlex~内『キス恋ラジオ』（SkyFish、ロックンバナナ：2008年10月 - ）
- はぴ☆くりRadio・はいぱー!（アニメイトTV：2009年9月10日 - 2009年11月26日）
- ゆき奈と朱音の「らぶ*しゅな」（HiBiKi Radio Station[94]、ロックンバナナ：2010年6月10日 - 2014年3月27日）
- S・Fラジオステーション
- ラジオTempa
- ぐみちゃんねる
- とら＠すぱラジオ
- X RADIOS（超!A&G+、音泉、HiBiKi Radio Station：2015年1月13日（第2回） - 12月30日）[95]
- メガミマガジン公式番組「Oh！メガミさまっ(仮)」（ニコニコ生放送：2014年9月30日 第3回 - ）[96]

## CD
- 『らぶ*しゅないぱー 〜ゆき奈と朱音がねらいうち!〜』(しゅな) ミニアルバム 2011年9月22日発売
- せんすいぶ！ 主題歌CD「Splash!」[97]
- 『朱音色LOOP』（アルバム）2016年2月26日発売[98]。

## コラム
- 朱音と虹花のらぶらぶデート日和（『PUSH!!』連載、2013年11月号 - 2015年11月号）